# Pandineum alticolens
Pandineum alticolens är en mångfotingart som beskrevs av Chamberlin 1955. Pandineum alticolens ingår i släktet Pandineum och familjen storjordkrypare. Inga underarter finns listade i Catalogue of Life.